# Rhynchostegium inerme
Rhynchostegium inerme är en bladmossart som beskrevs av Georg Friedrich von Jaeger 1878. Rhynchostegium inerme ingår i släktet näbbmossor, och familjen Brachytheciaceae. Inga underarter finns listade i Catalogue of Life.